# سیارک ۶۱۹۱۲
سیارک ۶۱۹۱۲ (به انگلیسی: 61912 Storrs، نامگذاری:2000QC247) شصت و یک هزار و نهصد و دوازدهمین سیارک کشف شده‌است که در ۲۷ اوت ۲۰۰۰ کشف شد.